# L'uomo che parlò troppo
L'uomo che parlò troppo è un film del 1940 diretto da Vincent Sherman.

## Trama
Stephen Forbes è un procuratore distrettuale che decide di dare le dimissioni quando, a seguito di una sua spietata requisitoria, viene giustiziato un uomo che, dopo qualche tempo, si rivela innocente. Il suo errore giudiziario gli procura un rimorso tanto profondo da costringerlo ad abbandonare l'incarico e trasferirsi in un'altra città, dove apre uno studio di penalista.
Il suo talento gli permette di arricchirsi in poco tempo e di pagare gli studi al suo giovane fratello John, che riesce a laurearsi e ad associarsi al suo studio, ma inevitabilmente gli crea anche le condizioni per diventare consulente di personaggi della malavita, che approfittano delle sue competenze legali per riuscire a sfuggire a importanti condanne.
John si rende conto di come suo fratello stia sfruttando male le sue capacità professionali e, insieme alla segretaria Joan, decide di rompere alla prima occasione la catena che lo lega con i criminali, in particolare con il boss J.B. Roscoe. Dalla cassaforte dello studio, John preleva dei documenti che permettono alla giustizia di perseguire penalmente contro quest'ultimo, ma la sua banda per vendetta coinvolge il giovane in un omicidio.
Malgrado la sua abilità oratoria, Stephen non riesce a salvare suo fratello dalla condanna ma, solo cinque minuti prima dell'esecuzione, riesce a esibire le prove della sua innocenza. Dopo questa esperienza, l'avvocato tornerà sulla retta via, dalla quale si era allontanato.